# Палпација (медицина)
Палпација,пипање, (лат. palpatio), је поступак у медицини којим се процењује квалитет осећаја, који испитивач добија пипањем, рукама, одређених делова тела болесника. Палпација је једна од метода објективног (физикалног) прегледа и служи за прикупљање знакова болести. Палпација захтева од испитивача добро знање основних медицинских дисциплина (нормалне и патолошке анатомије, нормалне и патолошка физиологије итд.) али и велико, кроз свакодневну праксу стечено искуство, способност уочавања ненормалности и правилно тумачење резултата палпације.

## Врсте осећаја у палпацији
Стављањем руку на поједине делове тела испитаника, испитивач (лекар) прима следеће осећаје;
- Осећај додира, омогућава испитивачу стварање различитих утисака о додирнутом делу тела, који се најбоље остварује врховима јагодица прстију, (који су најосетљивије на додир).
- Осећај треперења, испитивач остварује полагањем доње стране шаке на испитивани део тела.
- Осећај покрета, испитивач остварује додиром коже пацијента дорзалном страном шаке или прстима.
- Осећај положаја, испитивач остварује пипањем врховима прстију.
- Осећај топлоте, (температуре), или температурне разлике појединих делова или целог тела, испитивач остварује прстима или горњом страном шаке, које полаже на површину коже.
- Осећај чврстине, остварује се пипањем врховима прстију.

## Врсте палпације

#### Површна палпација
Има за циљ, да на појединим деловима тела, утврди постојање осетљивости и отпора на пипање. Изводи се лаганим пипањем, испруженим прстима и доњом страном шаке ...„која не сме да утоне више од једног сантиметра“... у испитивани део тела.

#### Дубока палпација
Служи за утврђивање стања осетљивости предела, који се налазе дубље испод површине тела и за евентуално утврђивање промена које нису откривене површним пипањем. Она се изводи након површне палпације, постављањем прстију руке на испитивани део тела ...„и њиховим утискивањем до дубине од 4 до 5 см“... Посебан облик дубоке палпације је оберучна палпација, којом се обема рукама обухвата нека маса, и на тај начин процењује њен квалитет. 

#### Балотман
Ударна палпација или балотман је посебан облик палпације којом се потискује наглим покретима прстију нека слободна чврста маса у дубини течности присутне у телу (асцитес), након чега се прима и процењује, осећај повратног удара те масе у прсте испитивача. 

## Треперење
Је посебан начин испитивања грудног коша палпацијом, који има и назив фремитус (лат. fremitus pectoralis). Овом врстом палпације, која се изводи стављањем дланова и прстију интимно уз симетричне делове грудног коша, региструје се турбуленција ваздуха која пролази кроз дисајне путеве, након што испитаник гласно изговара речи у којима је глас „р“ у средини речи испред самогласника (пример; тараба, труба, итд). У случају постојања било какве препреке у дисајним путевима, треперење је ослабљено или угашено (ателектаза, плеурални излив, прираслице плућне марамице, страно тело у бронху, упала плућа, тумори итд).
Палпација треперења примењује се и у кардиологији када се процењује треперење предсрчаног предела и великих крвних судова срца. треперење срца може бити синхроно са систолом или са дијастолом или може бити систоло-дијастолно треперење. Најчешће се среће код сужења великих крвних судова срца, промена на срчаним залисцима, дефекта коморске преграде, анеуризме грудне аорте итд.

#### Таласање
Ова метода пипања примењује се за процену слободне течности у телесним шупљинама (трбух). Доказивање слободне течности постиже се пријемом осећаја таласања маса у длановима једне руке испитивача, након потискивања супротне стране зида испитиване шупљине другом шаком.

#### Флуктуација
То је метода палпације која се примењује за пипање отечених предела тела (зглобови, поткожно ткиво, итд). Изводи се тако што се једном руком, врши притисак са бочне стране отеклине, а врховима прстију друге руке, постављене са супротне, бочне стране опипава покретање течног садржаја у отеченом делу тела.

## Значај палпације
- Палпацијом се утврђују и процењују разлике квалитета појединих делова тела.[3]
- Палпација омогућава да се утврде све особине спољних делова тела,
- Палпацијом се утврђује стање свих делова испод коже и поткожног ткива.
- Стање (костију, зглобова, мишића, пљувачних жлезди, штитне жлезде,
- Појава задебљања вене, сперматичних канала.
- Палпацијом се откривају и килне кесе, величина, присутност и стање тестиса и женских гениталија.
- Палпацијом се утврђује стање површних артерија (нарочито ако су задебљане и тромбозиране).
- Палпацијом се одређује и стање живаца, тетива, чврстих органа у трбуху итд.
- Палпацијом може да се осети и присуство слободне течности у зглобовима и другим телесним шупљинама или кожни (апсцеси, крвни подлив, зглобни излив итд).
- Палпацијом се утврђује и влажност и температура коже.
- Палпацијом се утврђује и величина и облик неких промена, њихова чврстина покретљивост и пулсације (анеуризме или великих крвних судова срца) пуцкетање код прелома костију, руптуре тетива, препреке у дисајним путевима итд.)[4]